# Wellington Silva
Wellington do Nascimento Silva, ou simplesmente Wellington Silva (Rio de Janeiro, 6 de março de 1988), é um futebolista brasileiro que atua como lateral-direito e lateral-esquerdo. Atualmente atua pelo Volta Redonda.

## Carreira

### Início de carreira
Nascido em Bonsucesso, no Rio de Janeiro  Wellington alternava sua rotina entre treinos de manhã, seu trabalho de cobrador de van à tarde e estudos a noite. Foi assim até sua carreira se consolidar aos 24 anos, após ser notado e conseguir destaque jogando pelo Resende em 2012.

### Resende
Após suas grandes atuações no Campeonato Carioca de 2012, chamou atenção de vários clubes como Flamengo, Botafogo, Fluminense e Internacional.

### Flamengo
Durante sua passagem pelo Flamengo fez 19 partidas e não marcou nenhum gol. E fez atuações importantes nos jogos contra Atlético Mineiro e Ponte Preta, o jogo contra a Ponte foi sua estreia e ele cometeu uma falta que impediu a sua equipe de sofrer um gol no jogo que terminou em 2–2 fora de casa.[carece de fontes?]
No jogo contra o Atlético Mineiro teve outra boa atuação, dando passes de longa distância para ajudar a chegar na aérea adversária e interceptando passes adversários.[carece de fontes?]

### Fluminense
O técnico Abel Braga elaborou uma lista com alguns jogadores que pretende contar para a próxima temporada no Fluminense e um deles era Wellington Silva. Mas o diretor do Flamengo na época, Zinho, afirmava que pretendia exercer a prioridade da compra. O lateral concordou e se mostrou empolgado em continuar no Flamengo. O Fluminense e o Resende passaram a negociar uma possível transferência de Wellington, que estava emprestado ao Flamengo até o fim de 2012.
Por telefone, Zinho reitera o desejo de contar com Wellington Silva e já tratava de valores, propondo um aumento salarial, mesmo que sem colocar as tratativas no papel. Depois da ligação, Wellington não atendeu mais as ligações. Ciente de que o Flamengo tinha a prioridade, o Fluminense faz uma oferta maior ao Resende para ter o lateral direito. Sem conseguir falar com os dirigentes do Resende, o Flamengo mandou uma carta avisando que pretende exercer a prioridade de compra, na data limite.
Após saber que o Flu ofereceu um salário maior para Wellington, o Flamengo igualou a proposta salarial. Porém, a oferta de compra que seria paga ao Resende o Flamengo diminuiu. Após uma nova direção, o Flamengo, através do seu diretor executivo, Paulo Pelaipe, avisa que não entrará em leilão para ter Wellington Silva. Aconselhado por dirigentes do Resende, o lateral envia uma carta para o Flamengo dizendo que não pretende permanecer. O Internacional também demonstrava interesse no jogador.
Em 22 de dezembro, acertou com o Fluminense e foi apresentado em 4 de janeiro.
Fez sua primeira partida pelo Fluminense no primeiro jogo do clube no ano de 2013, contra o Nova Iguaçu pelo campeonato carioca. E no mesmo jogo fez um passe para o gol do jogador Wagner aos 34 minutos do segundo tempo. Deu passe para gol do Wellington Nem em que fez 2–1 para o Fluminense virando o jogo sobre o Vasco da Gama. Mas sua equipe perdeu o jogo também por virada de 3–2. Fraturou o calcanhar esquerdo no jogo contra o Audax Rio e ficou fora por mais de 3 semanas.

### Internacional
O Internacional anunciou, no dia 30 de maio de 2014, o empréstimo do lateral-direito Wellington Silva e em 4 de junho, foi apresentado. O jogador foi emprestado até o final da temporada e com indicação do técnico Abel Braga, que trabalhou com o atleta nas Laranjeiras. O anúncio foi feito pelo vice de futebol tricolor, Mario Bittencourt. Wellington Silva disputou a posição com Gilberto, Diogo e Cláudio Winck.
No dia 6 de dezembro de 2014 na última rodada do Campeonato Brasileiro, foi o autor do gol que colocou o Internacional na fase de grupos da Libertadores de 2015, aos 50 minutos do 2° tempo, na vitória por 2 a 1 sobre o Figueirense. Wellington terminou a temporada com 16 jogos, 2 gols e 2 assistências pelo Inter.
A diretoria colorada tinha até o dia 31 de dezembro de 2014 para decidir exercer o direito de compra do jogador, mas optou por não exercer. Então, Wellington voltou ao tricolor no ano de 2015.

### Volta ao Fluminense
Se firmou como titular logo no começo do Campeonato Carioca. Daí em diante segue como titular na lateral-direita. Wellington chegou atuar improvisado na lateral esquerda em alguns jogos, sendo chamado de " coringa ".
Em 17 de fevereiro de 2016, deu uma assistência para Diego Souza fazer o 2° gol do Fluminense na memorável vitória de 4 a 3 sobre o Cruzeiro, na 2a rodada Primeira Liga. Fez parte do elenco que conquistou a primeira edição da Primeira Liga, batendo o Athletico Paranaense por 1 a 0 em 20 de abril.
Teve destaque ao ser o 7° colocado do top 10 ladrões de bolas do Campeonato Brasileiro de 2016, com 39 jogos em 14 jogos.

### Bahia
Foi anunciado em 10 de janeiro de 2017, como novo reforço do Bahia, por empréstimo.
Após apenas 3 partidas pelo tricolor, sofreu uma lesão no joelho esquerdo em abril, sendo tratado e cuidado enquanto esperava por uma cirurgia. Após 53 dias, realizou o procedimento no dia 27 de maio, virando desfalque por 2 meses.
Após um ano de muitas lesões, Wellington disputou apenas 3 partidas e não teve continuidade pelo tricolor baiano, e acabou voltando ao Fluminense, após fim de seu empréstimo.

### Rescisão com o Fluminense
Wellington teve seu contrato rescindido logo após retornar, em dezembro de 2017, junto com 8 jogadores, mas só chegou à um acordo definitivo em março de 2018, já que seu contrato terminava no fim do ano. Wellington ficou triste com a falta de sensibilidade da diretoria do Fluminense, já que passava por tratamento no joelho desde abril e pensava que iria receber oportunidades quando recuperado. Diferentemente dos outros jogadores, Wellington não abriu um processo por gostar bastante e se identificar com clube, somente rescindiu o contrato amigavelmente.

### CSA
Após rescisão com o Fluminense, foi anunciado pelo CSA no dia 20 de julho de 2018, devido a carência na posição. Ficou 5 meses do clube, atuando em 3 partidas e participando da campanha que levou o clube à Serie A 2019.

### Boavista-RJ
Foi anunciado pelo Boavista em 28 de janeiro de 2019, para a disputa do Carioca. Wellington  teve a sequência que esperava, jogando 6 jogos seguidos, 5 jogos no Carioca e 1 na Copa do Brasil.

### Juventude
Após destaque no Boavista, foi anunciado em 1 de julho de 2019 pelo Juventude, para compor elenco na disputa da Série B.

### Remo
Foi anunciado como reforço do Remo em 1 de fevereiro de 2021, após a saída do titular Ricardo Luz. Após somente 1 treino no clube, estreou em 3 de fevereiro  na vitória por 2 a 0 contra o Independente de Tucuruí, no jogo de ida das quartas de final da Copa Verde, sendo apresentado no dia seguinte pelo clube, devido aos atrasos causados pela Pandemia de COVID-19.
Fez seu 1° gol pelo azulino em sua 3° partida pelo clube, no dia 13 de fevereiro, no empate de 1 a 1 com o Manaus, válido pelo jogo de ida da semifinal da Copa Verde.
Foi vice-campeão da Copa Verde, ao perder nos pênaltis por 5 a 4 para o Brasiliense, após o placar agregado ficar em 3 a 3 (Remo perdeu por 2 a 1 fora de casa na partida de ida, devolvendo o mesmo placar da partida de volta fora de casa, forçando a disputa de pênaltis).

### Volta Redonda
Em 4 de abril de 2022, acertou com o Volta Redonda até o final da temporada.
Renovou seu contrato até o fim do Campeonato Carioca de 2024. Renovou novamente até o final de 2025.

## Títulos
Fluminense
- Primeira Liga: 2016

Bahia
- Copa do Nordeste: 2017

Remo
- Copa Verde: 2021
- Campeonato Paraense: 2022

Volta Redonda
- Campeonato Carioca - Série A2: 2022
- Copa Rio: 2022